# Leopoldo Cicognara
Conte Francesco Leopoldo Cicognara (Ferrara, 26 novembre 1767 – Venezia, 5 marzo 1834) è stato un nobile, storico dell'arte e bibliografo italiano.

## Biografia

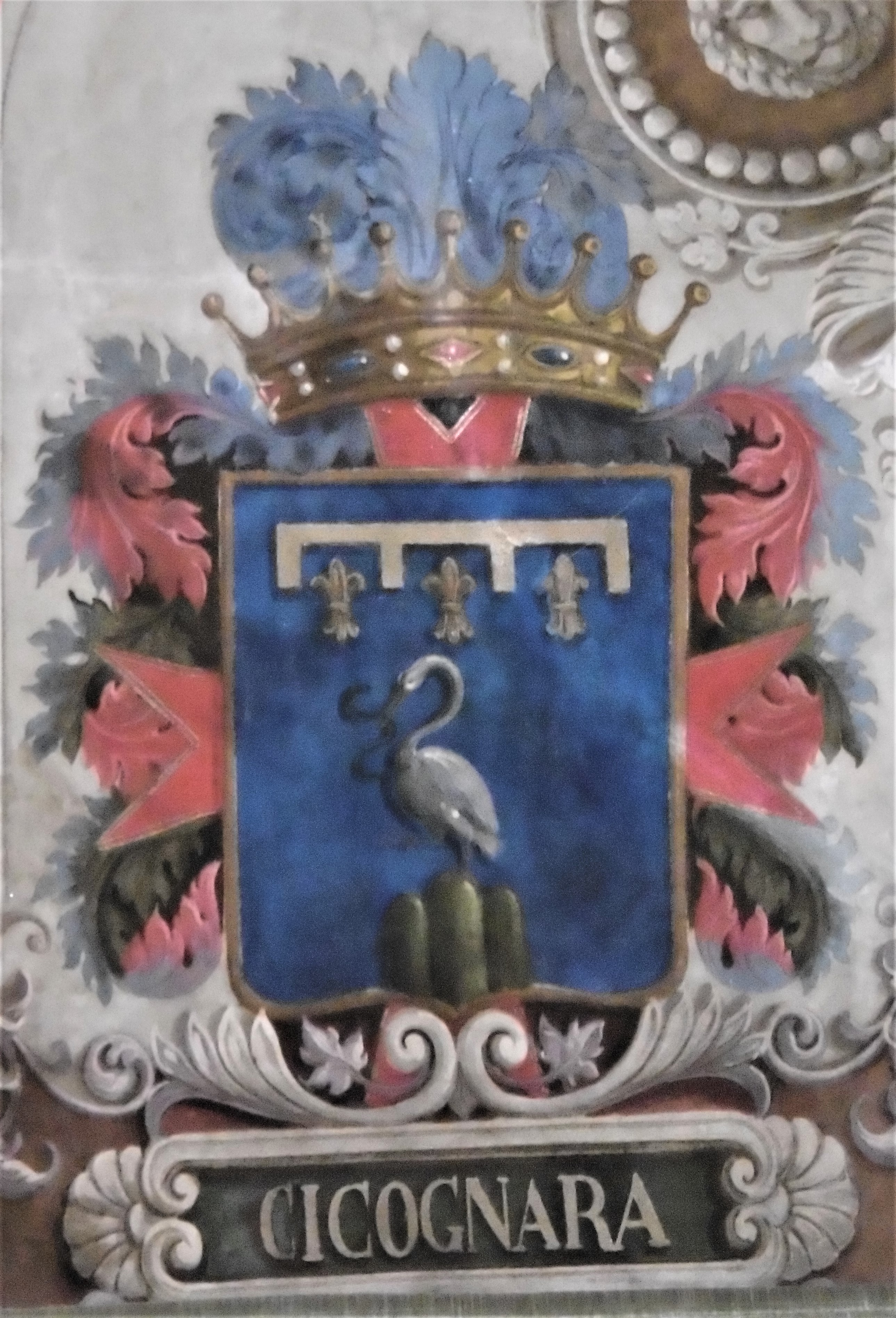
Stemma della famiglia Cicognara nel Palazzo Municipale di Ferrara

Figlio del conte Filippo Cicognara e della contessa Luigia Gaddi, fu inviato a compiere i primi studi al Collegio dei Nobili di Modena; qui si appassionò in modo discontinuo all'arte del disegno sotto gli insegnamenti del pittore Antonio Vestri di Pesaro e allo studio della fisica, delle scienze e della letteratura. All'università di Modena poté conoscere e trattenere amichevoli rapporti con le migliori menti dell'ateneo fra i quali Lazzaro Spallanzani, Antonio Scarpa, Agostino Paradisi, Giovanni Battista Venturi e Luigi Cerretti.
Si trasferì inizialmente a Roma per alcuni anni dedicandosi alla pittura ed allo studio delle antichità, poi visitò Napoli e la Sicilia. A Palermo pubblicò il suo primo lavoro: un poema senza nessun merito. Dopo aver esplorato l'isola si spostò a Firenze, Milano, Bologna e Venezia, acquistando una conoscenza archeologica completa di queste ed altre città.
Nel 1795 si stabilì a Modena e per dodici anni si impegnò nella politica, diventò un membro del corpo legislativo e un consigliere di stato, venendo in seguito nominato nel 1798 ministro plenipotenziario della Repubblica Cisalpina a Torino, dove prese parte attiva nell'abdicazione di Carlo Emanuele IV di Savoia. Napoleone lo decorò con la corona di ferro e nel 1808 venne nominato presidente dell'Accademia di belle arti di Venezia, che sotto la sua direzione fu consistentemente aggiornata nell'organizzazione: Cicognara vedeva l'Accademia non come una semplice istituzione didattica, ma come luogo di promozione culturale a vantaggio di tutta la popolazione civile. L'opera da lui svolta ebbe risultati importanti nell'aumento del numero dei professori, nel miglioramento nei corsi di studio, nell'istituzione dei premi e nella creazione di una galleria per l'esposizione delle pitture veneziane. Il suo modello di pensiero prevedeva una elevazione dell'arte italiana, in quanto classica, una suddivisione della storia dell'arte, e della scultura in particolar modo, in cinque fasi (risorgimento, incremento, perfezione, corruzione, stato attuale), una stretta connessione tra lo sviluppo dell'arte con quello della civiltà, una condanna del troppo sapere della barbarie anziché della sua inesperienza.
Nel 1808 pubblicò per i torchi della Società Letteraria di Pisa e coi caratteri dei rinomati fratelli Amoretti di Parma il suo trattato Del bello, ragionamenti , dedicato a Napoleone Bonaparte. Successivamente pubblicò il magnum opus e la Storia della scultura dal suo risorgimento in Italia al secolo di Napoleone, nella cui composizione venne incoraggiato e consigliato da Pietro Giordani e Wilhelm Schlegel. Il libro era destinato a completare i lavori di Winckelmann e di D'Agincourt e conteneva 180 tavole.
Nel 1814, alla caduta di Napoleone, Cicognara venne patrocinato da Francesco I d'Austria e fra il 1815 e il 1820 pubblicò, il suo Le fabbriche più cospicue di Venezia contenente circa 150 tavole. Dedicò all'imperatrice Carolina di Vienna il libro Omaggio delle provincie Venete alla maestà di Carolina Augusta.
Ridotto in povertà, Cicognara perse anche il favore degli imperatori a causa delle sue opinioni politiche. Lasciò Venezia per Roma e la sua biblioteca venne messa in vendita. Nel 1821 pubblicò a Pisa un catalogo contenente tutti i lavori fatti negli ultimi trent'anni, che venne comprato in blocco da papa Leone XII e inserito nella Biblioteca vaticana. 
Altri lavori di Cicognara sono la Continuazione delle Memorie istoriche di letterati ferraresi (1811), continuazione delle Memorie storiche de litterati ed artisti Ferraresi di Giovanni Andrea Barotti, le Memorie spettanti alla storia della calcografia (1831) e tantissime dissertazioni sulla pittura, sulla scultura, sull'incisione e su altri argomenti affini. 
La rinascita del pensiero di Leopoldo Cicognara, in qualità di filosofo dell'arte, si deve al Simposio che l'Accademia di Belle Arti di Venezia ha organizzato nel 2017 per il 250 anniversario dalla nascita del pensatore ferrarese. In tale evento alcuni tra i maggiori interpreti dell'opera di Cicognara, da Gianni Venturi a Francesca Fedi, si sono soffermati a esporre l'importanza degli scritti filosofici e in particolare delle riflessione Del Bello . L'originalità di queste riflessioni è elaborata nell'interpretazione del filosofo Alessandro Di Chiara che ha evidenziato come il pensatore ferrarese si possa considerare il vero pioniere della ricezione italiana del pensiero precritico di I. Kant.